# Hà Ngọc Chiến
Hà Ngọc Chiến (sinh năm 1957 tại Cao Bằng) là một chính trị gia người Việt Nam, dân tộc Tày. Ông từng là  Chủ tịch Hội đồng Dân tộc của Quốc hội Việt Nam, và là đại biểu Quốc hội Việt Nam khóa XIV thuộc đoàn đại biểu tỉnh Cao Bằng, nguyên Ủy viên Trung ương Đảng khóa XI, XII, Ủy viên Ủy ban Thường vụ Quốc hội , nguyên Ủy viên Đảng đoàn Quốc hội, nguyên Phó Trưởng ban Nội chính Trung ương, nguyên Bí thư Tỉnh ủy Cao Bằng.

## Xuất thân
Ngày sinh: 11/12/1957. Quê quán: Xã Cao Chương, huyện Trùng Khánh, tỉnh Cao Bằng. Hiện cư trú tại quận Ba Đình, thành phố Hà Nội.

## Giáo dục
- Giáo dục phổ thông: 10/10
- Đại học An ninh chuyên ngành điều tra, trinh sát
- Cao cấp lí luận chính trị

## Sự nghiệp
Ông Hà Ngọc Chiến là sinh viên khóa D8, Học viện An ninh Nhân dân, Bộ Công an.
Ông gia nhập Đảng Cộng sản Việt Nam vào ngày 27/5/1980.
Ông từng giữ chức vụ Phó Bí thư Tỉnh uỷ, Chủ tịch Ủy ban Nhân dân tỉnh Cao Bằng. Năm 2010, sau khi bà Nguyễn Thị Nương được điều động về giữ chức vụ Phó Trưởng Ban Dân vận Trung ương, ông được bầu giữ chức vụ Bí thư Tỉnh ủy Cao Bằng.
Năm 2011, ông được bầu làm Ủy viên Ban Chấp hành Trung ương Đảng khóa XI.
Năm 2015, Bộ Chính trị quyết định điều động ông Hà Ngọc Chiến - Ủy viên Trung ương Đảng, Bí thư Tỉnh ủy Cao Bằng, Chủ tịch HĐND tỉnh, Trưởng Đoàn đại biểu Quốc hội tỉnh Cao Bằng khóa XIII - về công tác tại Ban Nội chính Trung ương, giữ chức Phó trưởng Ban Nội chính Trung ương.
Ngày 9-11-2015, Ủy ban Thường vụ Quốc hội ban hành Nghị quyết số 1057/NQ-UBTVQH13 về việc phê chuẩn Phó Chủ tịch Hội đồng Dân tộc của Quốc hội khóa XIII đối với đồng chí Hà Ngọc Chiến, Ủy viên Trung ương Đảng, Phó trưởng Ban Nội chính Trung ương.
Tại Đại hội Đại biểu toàn quốc lần thứ XII của Đảng, ông được bầu lại làm Ủy viên Ban Chấp hành Trung ương.
Tháng 4 năm 2016, tại Kỳ họp thứ 9, Quốc hội khóa XIII đã bầu ông Hà Ngọc Chiến, Ủy viên Trung ương Đảng, Ủy viên Ủy ban Thường vụ Quốc hội, Phó Chủ tịch Hội đồng Dân tộc, Trưởng đoàn Đại biểu Quốc hội tỉnh Cao Bằng giữ chức vụ Chủ tịch Hội đồng Dân tộc của Quốc hội với 474/485 phiếu hợp lệ (chiếm 95,95% tổng số đại biểu Quốc hội) tán thành. Trước đó, ông cũng được bầu bổ sung làm Ủy viên Ủy ban Thường vụ Quốc hội, chỉ định tham gia Đảng đoàn Quốc hội.
Ông từng là đại biểu hội đồng nhân dân Tỉnh Cao Bằng nhiệm kỳ 2004-2011, 2011-2016.
Tại cuộc bầu cử Đại biểu Quốc hội khóa XIV ngày 22 tháng 05 năm 2016, ông đã trúng cử Đại biểu Quốc hội. Sau đó, Kỳ họp thứ nhất Quốc hội khóa XIV bầu ông tiếp tục làm Ủy viên Ủy ban Thường vụ Quốc hội, Chủ tịch Hội đồng Dân tộc của Quốc Hội khóa XIV với 97,37% tổng số đại biểu tán thành.

## Danh hiệu
- Huân chương Lao động hạng Nhì